# MANCOOSI
Konsorcium MANCOOSI (z anglického MANaging the COmplexity of the Open Source Infrastructure) je projekt financovaný Evropskou unií, který se zaměřuje na tvorbu stabilní a flexibilní struktury pro správu balíčků, ovladačů a knihoven v operačních systémech na Unixové bázi, stejně jako na standardizaci balíčků spravovaných pomocí Advanced Packaging Tool (APT) pro soubory formátu DEB a RPM Package Manager. 
Konsorcium je jako celek založeno na myšlence svobodného softwaru. Všechny softwarové výstupy, stejně jako průběžné revize jsou volně přístupné veřejnosti - veškerý software vyvíjený v rámci projektu je k dispozici pod svobodnou licencí
Na projektu se podílí několik institucí, mezi nimi jsou: Univerzita Paříž VII, Univerzita L'Aquila, Mandriva, Caixa Mágica, Univerzita Tel Aviv, Pixart a další.